# Tatsuya Yazawa
Tatsuya Yazawa (jap. 谷澤 達也 Yazawa Tatsuya; ur. 3 października 1984) – japoński piłkarz. Obecnie występuje w FC Machida Zelvia.

## Kariera klubowa
Od 2003 roku występował w klubach Kashiwa Reysol, JEF United Ichihara Chiba, FC Tokyo i FC Machida Zelvia.

## Kariera reprezentacyjna
W 2003 roku Tatsuya Yazawa zagrał na Mistrzostwach Świata U-20.